# تشوي شي وون
تشوي سي وون (بالكورية: 시원) ولد في 10 فبرايرعام 1987 في سيئول، كوريا الجنوبية.هو مغن كوري جنوبي بدأ مسيرته الفنية عام 2003. وهو أيضا راقص وعارض أزياء وممثل، يجيد الغناء باليابانية والكورية، اكتشفت موهبته من قبل شركة إس إم إنترتينمنت وهو في السادسة عشر من عمره وهي الشركة التي ينتمي إليها حالياً.

## المسيرة الفنية
بدأ شيون مسيرته الفنية بدون معرفة والديه مع فرقة سوبر جونيور الكورية وأول فيديو موسيقي له كان بعنوان (( what is lov)) كما مثل في فيديو كليب هووت لفرقة غيرلز جينيريشن.

## فيلموغرافيا

### الأفلام
| السنة | العنوان                   | الأدوار          | البلدة           | مراجع |
| ----- | ------------------------- | ---------------- | ---------------- | ----- |
| 2006  | A Battle of Wits          | الأمير يان شي    | الصين، هونغ كونغ |       |
| 2007  | Attack on the Pin-Up Boys | رئيس مجلس الطلبة | كوريا الجنوبية   |       |
| 2012  | أنا.                      | نفسه             | كوريا الجنوبية   | [ 5 ] |
| 2015  | دراغون بليد               | ينبو             | الصين، هونغ كونغ |       |
| 2015  | Helios                    | بارك وو تشيول    | الصين، هونغ كونغ |       |
| 2015  | To the Fore               | تشنغ جي وون      | الصين، هونغ كونغ |       |

### المسلسلات
| السنة | العنوان                    | الدور         | قناة / شبكة                       | قناة /شبكة            |  |
| ----- | -------------------------- | ------------- | --------------------------------- | --------------------- |  |
| 2004  | عائلة ثمينة                | —             | كي بي اس                          | ظهور                  |  |
| 2005  | ثمانية عشر ، تسعة وعشرون   | كانغ بونغ مان | كي بي اس                          | النسخة الاصغر         |  |
| 2006  | لحن الربيع                 | بارك سانغ وو  | كي بي إس 2                        |                       |  |
| 2006  | Mystery 6                  | نفسه          | إمنت                              |                       |  |
| 2006  | سوبر جونيور دراما قصيرة    | نفسه          | إمنت                              |                       |  |
| 2007  | أسطورة هيانغ دان           | لي مونغ ريونغ | ام بي سي                          |                       |  |
| 2009  | مرحلة الشباب               | شي يوان       | CCTV2                             | ضيف في الحلقة 12      |  |
| 2010  | أوه! سيدتي                 | سونغ مين وو   | اس بي اس                          |                       |  |
| 2010  | أثينا إلهة الحرب           | كيم جون هوو   | اس بي اس                          |                       |  |
| 2011  | بوسايدون                   | كيم سون وو    | كي بي اس 2                        |                       |  |
| 2011  | تخطي فوز!                  | دون هي ليان   | FTV Main Channel GTV Variety Show |                       |  |
| 2012  | ملك الدراما                | كانغ هيون مين | اس بي اس                          |                       |  |
| 2015  | تقع في حبك مرة أخرى        | سونغ تشي يان  | تلفزيون هونان                     |                       |  |
| 2015  | المدعي العام المقنع        | السارق        | كي بي إس 2                        | ظهور بسيط في الحلقة 1 |  |
| 2015  | لقد كانت جميلة             | كيم شين هيوك  | ام بي سي                          |                       |  |
| 2016  | دراما ورلد                 | نفسه          | فيكي - نتفليكس                    | ظهور بسيط في الحلقة 4 |  |
| 2017  | الحب الثوري                | بيون هيوك     | تي في أن                          |                       |  |
| 2020  | أيها المواطنون!            | يو شي وانغ    | كي بي اس                          |                       |  |
| 2020  | سي اف 8                    | تشوي مين جون  | ام بي سي                          | حلقة "الحب علميا"     |  |
| 2021  | اعمل لاحقا، اشرب الآن      | كانغ بووك جوو | تيفينج                            | [ 7 ] [ 8 ]           |  |
| 2022  | الحب الذي سيتجمد حتى الموت | بارك جاي هون  | اي ان إ                           | [ 9 ]                 |  |
| 2024  | الحبيب المتطابق            | شيم يون وو    | تشو سون تي في                     |                       |  |

### البرامج الواقعية
| السنة | العنوان    | القناة        | ملاحظات   | مراجع  |
| ----- | ---------- | ------------- | --------- | ------ |
| 2015  | لقد تزوجنا | جيانجسو تي في | مع ليو ون | [ 10 ] |

## ديسكوغرافيا

### الأغاني المنفردة
| السنة | الأغنية             | الألبوم                | ملاحظات |
| ----- | ------------------- | ---------------------- | ------- |
| 2010  | Worthless           | أوه! سيدتي أو أس تي    |         |
| 2015  | You're the Only One | هي كانت جميلة أو أس تي |         |

## الجوائز
| السنة | الجائزة                               | الفئة                             | العمل المرشح  | النتيجة | المرجع |
| ----- | ------------------------------------- | --------------------------------- | ------------- | ------- | ------ |
| 2010  | جوائز دراما إس بي إس                  | جائزة النجم الجديد                | "أوه! سيدتي"  | فوز     |        |
| 2010  | جوائز الرجال الرائعين الصحيين الرابعة | أفضل غلاف مجلة                    | نفسه          | فوز     |        |
| 2012  | جوائز إمنت الاختيارية                 | الفنان الأجتماعي                  | نفسه          | رُشِّح     | [ 11 ] |
| 2015  | 2015جوائز إم بي سي للدراما            | جائزة التميز، ممثل في دراما قصيرة | هي كانت جميلة | رُشِّح     |        |
| 2015  | 2015جوائز إم بي سي للدراما            | جائزة الممثل الأكثر شهرة          | هي كانت جميلة | رُشِّح     |        |

## روابط خارجية
- تشوي شي وون على موقع IMDb (الإنجليزية)
- تشوي شي وون على موقع ألو سيني (الفرنسية)
- تشوي شي وون على موقع ميوزك برينز (الإنجليزية)
- تشوي شي وون على موقع ديسكوغز (الإنجليزية)
- تشوي شي وون على موقع قاعدة بيانات الفيلم (الإنجليزية)
- تشوي شي وون على موقع كينوبويسك (الروسية)